# Vuelta al País Vasco 1972
La XII Vuelta al País Vasco o XXI Bicicleta Eibarresa, disputada entre el 19 de abril y el 23 de abril de 1972, estaba dividida en 5 etapas para un total de 810 km.
En esta edición únicamente participaron 4 equipos españoles, Kas, La Casera, Werner y Karpy, con un total de 40 participantes de los finalizaron 25 de ellos. 
El vencedor final fue el ciclista cántabro José Antonio González Linares, que lograría así la primera de sus cuatro victorias en esta prueba que sumaría a lo largo de su carrera.

## Etapas
| Etapa              | Fecha    | Recorrido               | km  | Vencedor de la Etapa          | Líder de la general           |
| ------------------ | -------- | ----------------------- | --- | ----------------------------- | ----------------------------- |
| 1ª etapa           | 19/04/72 | Éibar - Bilbao          | 170 | José Antonio González Linares | José Antonio González Linares |
| 2ª etapa           | 20/04/72 | Bilbao - Pamplona       | 180 | Julián Cuevas                 | José Antonio González Linares |
| 3ª etapa (1º Sec.) | 21/04/72 | Estella - Logroño       | 44  | José Antonio González Linares | José Antonio González Linares |
| 3ª etapa (2º Sec.) | 21/04/72 | Logroño - Vitoria       | 83  | Manuel Blanco                 | José Antonio González Linares |
| 4ª etapa           | 22/04/72 | Vitoria - San Sebastián | 181 | Domingo Perurena              | José Antonio González Linares |
| 5ª etapa           | 23/04/72 | San Sebastián - Arrate  | 152 | Domingo Perurena              | José Antonio González Linares |

## Clasificaciones
| \| 1. \| José Antonio González Linares \| KAS \| 23h 17' 47s \| \| 2. \| Jesús Manzaneque \| KAS \| a 9' 00s \| \| 3. \| Jesús Esperanza \| LCA \| a 9' 31s \| \| 4. \| Ventura Díaz \| WER \| a 10' 06s \| \| 5. \| José Gómez Lucas \| WER \| a 11' 22s \| \| 6. \| José Luis Uribezubia \| WER \| a 11' 37s \| \| 7. \| Andrés Oliva \| LCA \| a 12' 08s \| \| 8. \| Gonzalo Aja \| KAR \| a 12' 48s \| \| 9. \| Vicente López Carril \| KAS \| a 13' 00s \| \| 10. \| Santiago Lazcano \| KAS \| a 13' 13s \| |                               |     |             |
| 1. | José Antonio González Linares | KAS | 23h 17' 47s |
| 2. | Jesús Manzaneque              | KAS | a 9' 00s    |
| 3. | Jesús Esperanza               | LCA | a 9' 31s    |
| 4. | Ventura Díaz                  | WER | a 10' 06s   |
| 5. | José Gómez Lucas              | WER | a 11' 22s   |
| 6. | José Luis Uribezubia          | WER | a 11' 37s   |
| 7. | Andrés Oliva                  | LCA | a 12' 08s   |
| 8. | Gonzalo Aja                   | KAR | a 12' 48s   |
| 9. | Vicente López Carril          | KAS | a 13' 00s   |
| 10. | Santiago Lazcano              | KAS | a 13' 13s   |

| \| 1. \| José Antonio González Linares \| KAS \| 36 puntos \| \| \| 2. \| Ventura Díaz \| WER \| 36 puntos \| \| \| 3. \| José Gómez Lucas \| WER \| 49 puntos \| \| |                               |     |           |  |
| 1. | José Antonio González Linares | KAS | 36 puntos |  |
| 2. | Ventura Díaz                  | WER | 36 puntos |  |
| 3. | José Gómez Lucas              | WER | 49 puntos |  |

| \| 1. \| José Manuel Fuente \| KAS \| 19 puntos \| \| \| 2. \| José Antonio González Linares \| KAS \| 17 puntos \| \| \| 3. \| Domingo Perurena \| KAS \| 17 puntos \| \| \| 4. \| Andrés Oliva \| LCA \| 17 puntos \| \| |                               |     |           |  |
| 1. | José Manuel Fuente            | KAS | 19 puntos |  |
| 2. | José Antonio González Linares | KAS | 17 puntos |  |
| 3. | Domingo Perurena              | KAS | 17 puntos |  |
| 4. | Andrés Oliva                  | LCA | 17 puntos |  |

| \| 1. \| Kas \| 66h 10' 37s \| \| \| 2. \| Werner \| a 6' 05s \| \| \| 3. \| La Casera \| a 7' 14s \| \| \| 4. \| Karpy \| a 7' 58s \| \| |           |             |  |
| 1. | Kas       | 66h 10' 37s |  |
| 2. | Werner    | a 6' 05s    |  |
| 3. | La Casera | a 7' 14s    |  |
| 4. | Karpy     | a 7' 58s    |  |